# Mac mini
O Mac mini é um computador desktop vendido pela Apple Inc., sendo o menor de sua linha. Foi feito com o objetivo de atrair proprietários de computadores Windows, iPods, modelos mais antigos de Macintosh, e qualquer um que se interesse por um computador pessoal pequeno e fácil de usar.
Ele foi anunciado na Macworld Conference & Expo (Conferência e Exposição do MundoMac, em tradução livre) do dia 11 de janeiro de 2005. Dois modelos de Mac mini foram lançados nos Estados Unidos no dia 22 de janeiro de 2005 (29 de janeiro no resto do mundo). Versões ligeiramente melhoradas foram lançadas no dia 26 de julho de 2005. Modelos atualizados com processadores Intel Core Duo foram lançados no dia 28 de fevereiro de 2006.
O Mac mini original foi anunciado ao mesmo tempo em que o iPod shuffle. Ambos são produtos mais simples, vendidos a preços mais baixos. Juntos, podem ser entendidos como um esforço por parte da Gerência da Apple a fim de vender computadores a consumidores de menor poder aquisitivo.

## Sumário
O Mac mini destaca-se por seu tamanho reduzido e formato cúbico, além do fato de vir sem monitor, teclado e mouse (O slogan, em inglês, é "BYODKM - Bring your own display, keyboard and mouse", cuja tradução livre é "Traga seus próprios monitor, teclado e mouse"). Muitos usuários potenciais já têm seus próprios periféricos (compatíveis com conexões USB), que utilizavam em seus PCs Windows ou Macs mais antigos. O Mac mini mede 16,5 cm de largura, 16,5 cm de comprimento, e 5 cm de altura, e é o menor computador desktop já produzido pela Apple. Ele pesa 5,90 kg e foi anunciado como sendo portátil (com um conceito similar ao Nintendo Wii), sendo possível ser levado de um lado para o outro da casa sem dificuldades. Pouco tempo depois do lançamento do Mac mini, a Apple diminuiu o preço dos monitores, teclados e mouse, já que o Mac mini não vem com nenhum desses.
O Mac mini vem com o sistema operacional pré-instalado, e também inclui softwares como o navegador Safari e o iLife, conjunto de programas de multimídia desenvolvidos pela Apple para criar e editar vídeos, músicas, fotos e DVDs. Os modelos com processadores Intel também vêm com o FrontRow, uma interface gráfica orientada a exibição de mídias digitais na tela do computador.
Com o iLife e o SuperDrive, opcional, o Mac mini se torna um editor/reprodutor compacto de mídia, similar aos Windows XP Media Center Edition da Microsoft, exceto pelo fato de o hardware ser muito menor (apesar de precisar de um adaptador opcional para Entrada-Vídeo).

## 3ª geração (2010-2014)

### Processador
O Mac Mini já vem com os processadores Intel Core i5 mais recentes. Pode ser feita a configuração do seu Mac Mini conforme desejar, podendo escolher atá um Intel Core i7 de 2,7 GHz, com o dobro do desempenho da sua geração anterior. Quando usado aplicativos que exigem muito do processador, podemos contar com a tecnologia Turbo Boost 2.0, ela aumenta a velocidade do clock para até 3,4 GHz, permite que o OS X rode várias tarefas ao mesmo tempo e de forma mais eficiente. Uma controladora de memória integrada conecta a rápida memória de 1333 MHz diretamente ao processador agindo diretamente sobre os dados, o desempenho do processador é até 2x mais rápido com relação à geração anterior. Em resumo o Mac Mini é uma pequena caixinha de muita potência.

### Gráficos
O novo Mac Mini de 2,5 GHz vem com processador gráfico Intel HD Graphics 4000, dobro de potência para os aplicativos mais exigentes graficamente, processador Intel HD Graphics do Mac Mini de 2,3 GHz oferece muita potência para as tarefas mais rotineiras como gerenciar fotos e editar vídeo em HD, também como o processador, os gráficos do Mac Mini podem chegar até 2x mais rápido em relação a versão anterior.

### Thunderbolt
Thunderbolt (novo padrão de periféricos) do Mac Mini é muito rápida. Vem com dois canais de 10 GBPS para a transferência de dados. Thunderbolt também tem uma capacidade grande, pode encadear ate 6 (seis) periféricos, contando com o novo Apple  Thunderbolt Display, como o Thunderbolt é baseado na tecnologia DisplayPort, os dispositivos Mini DisplayPort conectam-se facilmente. Pode conectar-se também Apple Thunderbolt Display.

### Portas Wi-Fi e Bluetooth
O Mac Mini conta com a possibilidade de conectarem-se dois monitores para ver mais fotos, vídeos e documentos ao mesmo tempo. O slot para cartão SDXC você pega as fotos e vídeos que estão armazenados na câmera digital. Você pode utilizar o seu teclado e mouse, iPod, iPhone, iPad, câmera digital, disco rígido externo, impressora ou qualquer outro dispositivo USB que você utilize, tudo isso por que o Mac Mini consta 4 portas USB 2.0 e uma Fire Wire 800.
Mais recentemente a tecnologia sem fio utilizada é 802.11n, e o Mac Mini possui, ele se conecta automaticamente a uma rede Wi-Fi para que o usuário possa navegar na Web. A tecnologia sem fio Bluetooth também faz parte do Mac Mini, permitido a conexão com outros acessórios, dentre eles teclado e mouse sem fio.

### HDMI
O HDMI (High-Definition Multimedia Interface) é um novo tipo de conector de áudio e vídeo digital que substitui todos os conectores atualmente usados em aparelhos de DVD, TV e monitores de vídeo. A ideia é em vez de usarmos vários cabos e conectores para conectar os sinais de áudio e vídeo de um aparelho de DVD a uma TV, por exemplo, exista apenas um único cabo e conector fazendo todas as ligações necessárias. Este novo padrão de conexão está desenvolvido em conjunto pelas empresas Hitachi, Matsushita (Panasonic/National/Technics), Philips, Silicon Image, Sony, Thomson (RCA) e Toshiba. A maior vantagem desse novo padrão é que a conexão tanto de áudio e quanto de vídeo são feitas digitalmente, apresentando a melhor qualidade possível de áudio e vídeo. 
É fácil conectar o Mac Mini à uma tela maior, podendo ser no televisor que possuímos em casa, basta ter entrada para a conexão HDMI.

### Memória
O Mac Mini vem com um disco rígido de 500GB ou 1TB, como opções pode-se escolher entre 1TB de armazenamento com Fusion Drive ou 256 em SSD, para que o usuário possa arquivar na biblioteca de fotos, vídeos, musicas e muito mais.
O Mac Mini vem equipado com 4GB de Memória RAM DDR3 1600 MHz, como opcional pode-se adicionar 8GB ou 16GB. Seu painel removível na parte inferior, prático para aumentar a memória, apenas com um giro, encaixa-se a memória nova no slot SO-DIMM.

## 4ª geração (final de 2018)
No dia 30 de outubro de 2018, a Apple anunciou a quarta geração do Mac mini, com processadores Intel Coffee Lake, a série de chips T2 usados para gerenciar a segurança do dispositivo, Bluetooth 5, quatro portas USB-C 3.1 que suportam Thunderbolt 3, duas portas USB Tipo-A, e HDMI 2.0. O padrão é armazenamento SSD PCIe com nenhuma opção de disco rígido. O chassi possui as mesmas dimensões da geração anterior.
O Mac mini é fabricado usando uma liga de alumínio que é feita com 100% desse material reciclado, e vem na cor "cinza espacial". Não inclui teclado, mouse ou tela.